# Tour de France 2011/7. Etappe
Die 7. Etappe der Tour de France 2011 am 8. Juli führte über 218 Kilometer von Le Mans nach Châteauroux. Auf der flachen Etappe gab es eine Sprintwertung, aber keine Bergwertungen. Wie am Vortag gingen noch 194 der 198 gemeldeten Fahrer an den Start.

## Rennverlauf
Yannick Talabardon unternahm kurz nach dem Start einen erfolgreichen Fluchtversuch. Mickaël Delage und Gianni Meersman folgten ihm, kurz darauf auch Pablo Urtasun. Der Vorsprung des Quartetts stieg zunächst schnell, dann langsamer auf bis über acht Minuten, bis das Team Garmin-Cervélo, unterstützt vom Team HTC-Highroad, den Vorsprung bei insgesamt geringem Renntempo wieder verringern konnte. Währenddessen gab Tom Boonen aufgrund einer in der 5. Etappe erlittenen Sturzverletzung die Rundfahrt auf. Später kam es bei erhöhtem Tempo erneut zu Stürzen, die zur Aufgabe von Bradley Wiggins und Rémi Pauriol führten. Ebenfalls durch Sturz verletzt wurde Christopher Horner, der das Rennen aber noch fortsetzen konnte; Tyler Farrar wurde lediglich aufgehalten.
Den Zwischensprint gewann Mickael Delage aus der Spitzengruppe heraus, im Feld konnte sich Mark Cavendish gegen José Joaquín Rojas durchsetzen. Das durch die Stürze verkleinerte Hauptfeld holte die Ausreißer wenige Kilometer vor dem Ziel wieder ein. Das HTC-Team fuhr für Cavendish den Sprint an, der seine zweite Etappe bei dieser Tour de France gewann und sich gegen Alessandro Petacchi und den ebenfalls angreifenden André Greipel durchsetzte.

## Punktewertung
| Zwischensprint in Buzançais nach 192,5 km auf 131 m |                        |                           |         |
| 1.                                                  | Frankreich             | Mickaël Delage (FDJ)      | 20 Pkt. |
| 2.                                                  | Belgien                | Gianni Meersman (FDJ)     | 17 Pkt. |
| 3.                                                  | Frankreich             | Yannick Talabardon (SAU)  | 15 Pkt. |
| 4.                                                  | Spanien                | Pablo Urtasun (EUS)       | 13 Pkt. |
| 5.                                                  | Vereinigtes Konigreich | Mark Cavendish (THR)      | 11 Pkt. |
| 6.                                                  | Spanien                | Jose Joaquin Rojas (MOV)  | 10 Pkt. |
| 7.                                                  | Australien             | Mark Renshaw (THR)        | 9 Pkt.  |
| 8.                                                  | Belgien                | Philippe Gilbert (OLO)    | 8 Pkt.  |
| 9.                                                  | Belgien                | Maxime Monfort (LEO)      | 7 Pkt.  |
| 10.                                                 | Deutschland            | Linus Gerdemann (LEO)     | 6 Pkt.  |
| 11.                                                 | Deutschland            | Tony Martin (THR)         | 5 Pkt.  |
| 12.                                                 | Luxemburg              | Fränk Schleck (LEO)       | 4 Pkt.  |
| 13.                                                 | Deutschland            | Marcus Burghardt (BMC)    | 3 Pkt.  |
| 14.                                                 | Spanien                | José Iván Gutiérrez (MOV) | 2 Pkt.  |
| 15.                                                 | Schweiz                | Fabian Cancellara (LEO)   | 1 Pkt.  |

| Etappenziel in Châteauroux nach 218 km auf 157 m |                        |                           |         |
| 1.                                               | Vereinigtes Konigreich | Mark Cavendish (THR)      | 45 Pkt. |
| 2.                                               | Italien                | Alessandro Petacchi (LAM) | 35 Pkt. |
| 3.                                               | Deutschland            | André Greipel (OLO)       | 30 Pkt. |
| 4.                                               | Frankreich             | Romain Feillu (VCD)       | 26 Pkt. |
| 5.                                               | Frankreich             | William Bonnet (FDJ)      | 22 Pkt. |
| 6.                                               | Russland               | Denis Galimsjanow (KAT)   | 20 Pkt. |
| 7.                                               | Norwegen               | Thor Hushovd (GRM)        | 18 Pkt. |
| 8.                                               | Frankreich             | Sébastien Turgot (EUC)    | 16 Pkt. |
| 9.                                               | Spanien                | José Joaquín Rojas (MOV)  | 14 Pkt. |
| 10.                                              | Frankreich             | Sébastien Hinault (ALM)   | 12 Pkt. |
| 11.                                              | Frankreich             | Jérôme Pineau (QST)       | 10 Pkt. |
| 12.                                              | Frankreich             | Arnold Jeannesson (FDJ)   | 8 Pkt.  |
| 13.                                              | Slowenien              | Borut Božič (VCD)         | 6 Pkt.  |
| 14.                                              | Belgien                | Philippe Gilbert (OLO)    | 4 Pkt.  |
| 15.                                              | Irland                 | Nicolas Roche (ALM)       | 2 Pkt.  |

## Aufgaben
- Bradley Wiggins (SKY): Aufgabe während der Etappe (Sturz)
- Tom Boonen (QST): Aufgabe während der Etappe (Sturzfolge)
- Rémi Pauriol (FDJ): Aufgabe während der Etappe